# Festivali i Këngës 2024
La sessantatreesima edizione del Festivali i Këngës si è svolta dal 19 al 22 dicembre 2024 a Tirana e ha selezionato il rappresentante dell'Albania all'Eurovision Song Contest 2025 a Basilea, in Svizzera.
I vincitori sono stati gli Shkodra Elektronike con Zjerm.

## Organizzazione
L'emittente albanese Radio Televizioni Shqiptar (RTSH) ha confermato la partecipazione dell'Albania all'Eurovision Song Contest 2025 il 30 settembre 2024, annunciando inoltre l'organizzazione della 63ª edizione del Festivali i Këngës per selezionare il proprio rappresentante. Dal 27 al 29 settembre 2024 l'emittente ha dato la possibilità agli aspiranti partecipanti di inviare i propri brani.
Il festival si è articolato in quattro spettacoli: tre semifinali trasmesse dal vivo e la finale, che si sono svolte dal 19 al 22 dicembre 2024. Per la prima volta dall'edizione 2021, il vincitore del festival viene automaticamente designato come rappresentante nazionale per il concorso europeo ma, a differenza delle edizioni più recenti, esso è stato determinato dal voto combinato della giuria d'esperti e dal televoto (rappresentato dal voto telefonico proveniente dai cittadini dell'Albania e del Kosovo e dal voto online proveniente dai membri della diaspora albanese).

### Giuria
La giuria di esperti è stata composta da:
- Zana Çela, direttore generale dell'Agenzia Nazionale del Turismo e presidente di giuria,
- Ylljet Aliçka, scrittore, sceneggiatore ed ex ambasciatore,
- Alma Bektashi, soprano,
- Florent Boshnjaku, paroliere e produttore discografico,
- Jonida Maliqi, cantante e rappresentante dell'Albania all'Eurovision Song Contest 2019,
- Merita Rexha Tërshana, pianista,
- Ramona Tullumani, soprano.

## Partecipanti
I trenta partecipanti sono stati selezionati da una giuria interna, guidata dalla direttrice artistica Elhaida Dani, fra le 85 proposte ricevute, e sono stati resi noti il 7 ottobre 2024; i titoli dei brani e i relativi compositori sono stati invece presentati ciclicamente dal 16 ottobre al 15 novembre 2024. Tutti i brani sono stati pubblicati il successivo 6 dicembre.
Il 19 novembre 2024 Olsi Bylyku ha annunciato, attraverso il profilo Instagram dell'emittente RTSH, il ritiro dalla competizione per motivi personali; è stato successivamente sostituito da Klea Dina con il brano Dashuri ndiej.
| Artista                        | Titolo                | Lingua             | Compositori                                                  |
| ------------------------------ | --------------------- | ------------------ | ------------------------------------------------------------ |
| Algert Sala                    | Bosh                  | Albanese           | Algert Sala                                                  |
| Alis Kallacej                  | Mjegull               | Albanese           | Alban Kondi, Alis Kallacej                                   |
| Ardit Çuni                     | Amane                 | Albanese           | Ardit Çuni, Stivi Ushe                                       |
| Devis Xherahu                  | Ka momente            | Albanese           | Devis Xherahu, Ertemiona Mejdani, Marly & Santi              |
| Djemtë e Detit                 | Larg                  | Albanese           | Timo Flloko, Valentin Markvukaj                              |
| Elvana Gjata                   | Karnaval              | Albanese, spagnolo | Elvana Gjata, Lira Blakaj, Luisa Ionela Luca, Victor Bouroșu |
| Endrik Beba                    | Ishe ti               | Albanese           | Endrik Beba                                                  |
| Epos                           | Kurajo dhe Zjarr      | Albanese           | Algert Kashari                                               |
| Erma Mici                      | Mbaje                 | Albanese           | Kledi Bahiti, Erma Mici, Rozana Radi                         |
| Frensi Revania                 | Rreziko               | Albanese           | Frensi Revania, Alban Male                                   |
| Gjergj Kaçinari                | Larg jetës pa ty      | Albanese           | Gjergj Kaçinari                                              |
| Gresa Gjocera                  | E vërteta             | Albanese           | Gresa Gjocera, Endrit Shani                                  |
| Jet                            | Gjallë                | Albanese           | Inis Neziri, Elios Shuli                                     |
| Kejsi Jazxhi                   | Kur bota hesht        | Albanese           | Sardi Strugaj, Briz Musaraj                                  |
| Klea Dina                      | Dashuri ndiej         | Albanese           | Drenusha Zajmi, Klea Dina, Agron Dina                        |
| Kleansa Susaj                  | Ta dija               | Albanese           | Pejana Elezi, Kledi Bahiti, Kleansa Susaj                    |
| Laorjan Ejlli & Adelina Corraj | A thu                 | Albanese           | Melita Vjerdha, Laorjan Ejlli                                |
| Lorenc Hasrama                 | Frymë                 | Albanese           | Petro Xhori                                                  |
| Luna Çausholli                 | Qiell apo ferr        | Albanese           | Ermira Çausholli, Luna Çausholli                             |
| Mal Retkoceri                  | Antihero              | Albanese           | Mal Retkoceri                                                |
| Martina Serreqi                | Nese qaj              | Albanese           | Sardi Strugaj                                                |
| Mihallaq Andrea                | Porositë e babait     | Albanese           | Ardiana Dragoj, Mihallaq Andrea                              |
| Nita Latifi                    | Zemrës                | Albanese           | Nita Latifi, Lorenc Hasrama                                  |
| Olsi Bylyku                    | Tupanët               | —                  | Olsi Bylyku                                                  |
| Orgesa Zaimi                   | I parë                | Albanese           | Enis Mullaj, Eriona Rushiti                                  |
| Rea Nuhu                       | Sot                   | Albanese           | Rea Nuhu                                                     |
| Ronaldo Mesuli                 | N'zemër               | Albanese           | Ronaldo Mesuli                                               |
| Santino de Bartolo             | Kur nata vjen si bora | Albanese           | Santino de Bartolo                                           |
| Shkodra Elektronike            | Zjerm                 | Albanese ghego     | Beatriçe Gjergji, Lekë Gjeloshi                              |
| Stine                          | E kishim nis          | Albanese           | Stine                                                        |
| Vesa Smolica                   | Lutem                 | Albanese           | Eriona Rushiti                                               |

### Artisti ritornati
| Interprete         | Ultima partecipazione       |
| ------------------ | --------------------------- |
| Devis Xherahu      | 2020                        |
| Djemtë e Detit     | 1999                        |
| Elvana Gjata       | 2019                        |
| Endrik Beba        | 2022 (come membro dei Lynx) |
| Erma Mici          | 2022                        |
| Gjergj Kaçinari    | 2022                        |
| Kleansa Susaj      | 2023                        |
| Luna Çausholli     | 2022                        |
| Mal Retkoceri      | 2023                        |
| Martina Serreqi    | 2023                        |
| Orgesa Zaimi       | 2020                        |
| Santino de Bartolo | 2023                        |

## Semifinali
Le semifinali sono state trasmesse il 19, 20 e 21 dicembre 2024 alle ore 21:00 (CET) e sono state presentate da Enkel Demi ed Ornela Bregu. Durante la prime due semifinali gli artisti, 15 per serata, hanno presentato una versione orchestrale del loro brano, mentre nella terza semifinale, dedicata alle cover, gli artisti si sono esibiti in coppia, con un pezzo scelto da loro facente parte della storia del Festivali i Këngës. L'ordine d'esibizione delle prime due semifinali è stato annunciato il 18 dicembre 2024.
Il 21 dicembre 2024, poco dopo lo svolgimento della terza semifinale, sono stati annunciati i quindici finalisti.
| #  | Artista             | Brano             |
| -- | ------------------- | ----------------- |
| 1  | Orgesa Zaimi        | I parë            |
| 2  | Erma Mici           | Mbaje             |
| 3  | Luna Çausholli      | Qiell apo ferr    |
| 4  | Ronaldo Mesuli      | N'zemër           |
| 5  | Mihallaq Andrea     | Porositë e babait |
| 6  | Kejsi Jazxhi        | Kur bota hesht    |
| 7  | Lorenc Hasrama      | Frymë             |
| 8  | Jet                 | Gjallë            |
| 9  | Djemtë e Detit      | Larg              |
| 10 | Nita Latifi         | Zemrës            |
| 11 | Martina Serreqi     | Nese qaj          |
| 12 | Alis Kallacej       | Mjegull           |
| 13 | Shkodra Elektronike | Zjerm             |
| 14 | Kleansa Susaj       | Ta dija           |
| 15 | Ardit Çuni          | Amane             |

| #  | Artista                        | Brano                 |
| -- | ------------------------------ | --------------------- |
| 1  | Mal Retkoceri                  | Antihero              |
| 2  | Klea Dina                      | Dashuri ndiej         |
| 3  | Devis Xherahu                  | Ka momente            |
| 4  | Vesa Smolica                   | Lutem                 |
| 5  | Algert Sala                    | Bosh                  |
| 6  | Gresa Gjocera                  | E vërteta             |
| 7  | Frensi Revania                 | Rreziko               |
| 8  | Endrik Beba                    | Ishe ti               |
| 9  | Epos                           | Kurajo dhe Zjarr      |
| 10 | Laorjan Ejlli & Adelina Corraj | A thu                 |
| 11 | Santino de Bartolo             | Kur nata vjen si bora |
| 12 | Rea Nuhu                       | Sot                   |
| 13 | Elvana Gjata                   | Karnaval              |
| 14 | Stine                          | E kishim nis          |
| 15 | Gjergj Kaçinari                | Larg jetës pa ty      |

| #  | Artista                                  | Brano (Anno)                        |
| -- | ---------------------------------------- | ----------------------------------- |
| 1  | Martina Serreqi e Stine                  | Erë pranverore (1962)               |
| 2  | Mihallaq Andrea e Kejsi Jazxhi           | Mora shoqezën përkrah (1989)        |
| 3  | Ardit Çuni e Frensi Revania              | Eja (1995)                          |
| 4  | Elvana Gjata e Shkodra Elektronike       | Margjelo (1964)                     |
| 5  | Gresa Gjocera e Ronaldo Mesuli           | Askush s'do ta besoj (1990)         |
| 6  | Santino de Bartolo e Valentin Margvukaj  | Zemër e plagosur (1992)             |
| 7  | Luna Çausholli e Nita Latifi             | Udhëtoj i menduar (1989)            |
| 8  | Endrik Beba e Lorenc Hasrama             | Humba pranverën (1998)              |
| 9  | Laorjan Ejlli e Adelina Corraj feat. Jet | Në çdo zemër një herë trokët (1998) |
| 10 | Klea Dina e Rea Nuhu                     | Grurë dhe këngë (1978)              |
| 11 | Gjergj Kaçinari e Kleansa Susaj          | Dëshirë dhe heshtje (1994)          |
| 12 | Alis Kallacej e Erma Mici                | Suus (2011)                         |
| 13 | Algert Sala e Vesa Smolica               | Mirësia dhe e vërteta (1998)        |
| 14 | Epos e Mal Retkoceri                     | Jetoj (1989)                        |
| 15 | Devis Xherahu e Orgesa Zaimi             | Shqipëri o vendi im (1978)          |

## Finale
La finale è stata trasmessa il 22 dicembre 2024 alle ore 21:00 (CET) ed è stata presentata da Enkel Demi, Ornela Bregu e Dalina Buzi.
Le votazioni per il televoto, divise in voto telefonico (limitate esclusivamente ad Albania e Kosovo) e voto online internazionale (riservato ai membri della diaspora albanese, ad eccezione ai residenti in Montenegro e Macedonia del Nord), sono state aperte immediatamente dopo la conclusione della terza semifinale.
Gli Shkodra Elektronike sono stati proclamati vincitori della serata trionfando sia nel televoto telefonico che nel voto della giuria.
| #  | Artista             | Brano            | Punteggio | Punteggio | Punteggio  | Punteggio | Posizione |
| #  | Artista             | Brano            | Giuria    | Televoto  | Televoto   | Totale    | Posizione |
| #  | Artista             | Brano            | Giuria    | Online    | Telefonico | Totale    | Posizione |
| -- | ------------------- | ---------------- | --------- | --------- | ---------- | --------- | --------- |
| 1  | Jet                 | Gjallë           | 10        | 0         | 1          | 11        | 10        |
| 2  | Kejsi Jazxhi        | Kur bota hesht   | 5         | 0         | 0          | 5         | 12        |
| 3  | Vesa Smolica        | Lutem            | 51        | 0         | 3          | 54        | 4         |
| 4  | Stine               | E kishim nis     | 0         | 0         | 0          | 0         | 15        |
| 5  | Djemtë e Detit      | Larg             | 35        | 0         | 2          | 37        | 6         |
| 6  | Nita Latifi         | Zemrës           | 1         | 0         | 0          | 1         | 14        |
| 7  | Gjergj Kaçinari     | Larg jetës pa ty | 11        | 0         | 0          | 11        | 9         |
| 8  | Orgesa Zaimi        | I parë           | 20        | 0         | 1          | 21        | 8         |
| 9  | Ardit Çuni          | Amane            | 22        | 2         | 2          | 26        | 7         |
| 10 | Algert Sala         | Bosh             | 7         | 0         | 0          | 7         | 11        |
| 11 | Shkodra Elektronike | Zjerm            | 78        | 23        | 42         | 143       | 1         |
| 12 | Lorenc Hasrama      | Frymë            | 36        | 1         | 4          | 41        | 5         |
| 13 | Elvana Gjata        | Karnaval         | 74        | 42        | 19         | 135       | 2         |
| 14 | Mal Retkoceri       | Antihero         | 4         | 1         | 0          | 5         | 13        |
| 15 | Alis Kallacej       | Mjegull          | 52        | 1         | 6          | 59        | 3         |

| Brano            | R. Tullumani | M. R. Tërshana | Y. Aliçka | J. Maliqi | A. Bektashi | F. Boshnjaku | Z. Çela | Totale |
| ---------------- | ------------ | -------------- | --------- | --------- | ----------- | ------------ | ------- | ------ |
| Gjallë           | 5            | 4              |           |           |             |              | 1       | 10     |
| Kur bota hesht   |              |                | 5         |           |             |              |         | 5      |
| Lutem            | 6            | 8              | 7         | 7         | 7           | 8            | 8       | 51     |
| E kishim nis     |              |                |           |           |             |              |         | 0      |
| Larg             | 1            | 5              | 8         | 6         | 5           | 6            | 4       | 35     |
| Zemrës           |              |                |           |           |             | 1            |         | 1      |
| Larg jetës pa ty |              |                | 3         | 2         | 1           | 5            |         | 11     |
| I parë           | 4            | 3              | 2         | 3         | 4           | 2            | 2       | 20     |
| Amane            | 2            | 2              | 4         | 4         | 2           | 3            | 5       | 22     |
| Bosh             |              |                |           | 1         | 3           |              | 3       | 7      |
| Zjerm            | 10           | 12             | 12        | 12        | 12          | 10           | 10      | 78     |
| Frymë            | 8            | 6              | 1         | 5         | 6           | 4            | 6       | 36     |
| Karnaval         | 12           | 10             | 10        | 8         | 10          | 12           | 12      | 74     |
| Antihero         | 3            | 1              |           |           |             |              |         | 4      |
| Mjegull          | 7            | 7              | 6         | 10        | 8           | 7            | 7       | 52     |

## Premi
- Vincitore 63º Festivali i Këngës: Shkodra Elektronike con Zjerm
- Podio - secondo classificato 63º Festivali i Këngës: Elvana Gjata con Karnaval
- Podio - terzo classificato 63º Festivali i Këngës: Alis Kallacej con Mjegull
- Rappresentante designato dell'Albania all'Eurovision Song Contest 2025: Shkodra Elektronike con Zjerm
- Premio della critica: Shkodra Elektronike con Zjerm
- Premio al miglior testo: Vesa Smolica con Lutem

## All'Eurovision Song Contest
Per promuovere la propria canzone, gli Shkodra Elektronike hanno preso parte all'Eurovision Party SKG 2025 (14 marzo), al Nordic Eurovision Party 2025 (22 marzo), all'Eurovision in Concert 2025 (5 aprile), al London Eurovision Party 2025 (13 aprile) e all'Eurovision Spain Pre-Party 2025 (18 aprile).
L'Albania si è esibita 12ª nella prima semifinale del 13 maggio 2025, classificandosi 2ª con 122 punti e qualificandosi per la finale, dove esibendosi 26ª la nazione si è classificata 8ª.

### Giuria e commentatori
La giuria albanese è composta da:
- Alfred Kaçinari, compositore;
- Shpëtim Saraçi, compositore;
- Ylljet Aliçka, scrittore e sceneggiatore;
- Blerta Ristani, musicista;
- Mikaela Minga, accademica.

L'evento è stato trasmesso su RTSH 1, RTSH Muzikë e Radio Tirana, con il commento di Andri Xhahu. I voti della giuria nella finale sono stati annunciati sempre da Andri Xhahu.

### Voto
Nell'Eurovision Song Contest ogni nazione, tramite una giuria di esperti e il televoto, è chiamata ad esprimere un giudizio sulle canzoni partecipanti, assegnando un punteggio che va da 1 a 12 (escludendo 11 e 9) alle prime 10 classificate. Le classifiche di giuria e televoto sono separate.
Nelle semifinali la classifica è ottenuta tramite il solo televoto, e solamente nella semifinale in cui gareggia la canzone selezionata, mentre la classifica della finale viene stilata tramite la combinazione delle classifiche separate di giuria e televoto. Né la giuria né il televoto possono votare la propria nazione.

#### Punti assegnati all'Albania
| 12                | 10                                                         | 8            | 7                   | 6                      |
| ----------------- | ---------------------------------------------------------- | ------------ | ------------------- | ---------------------- |
| - Resto del mondo | - Croazia - Italia - Polonia - Svezia - Svizzera - Ucraina | - Portogallo | - Belgio - Slovenia | - Azerbaigian - Spagna |
| 5                 | 4                                                          | 3            | 2                   | 1                      |
|                   | - Paesi Bassi - Norvegia                                   | - Cipro      | - Estonia - Islanda | - San Marino           |

| Giuria (16° con 45 punti)       | Giuria (16° con 45 punti)                                 | Giuria (16° con 45 punti)          | Giuria (16° con 45 punti)                     | Giuria (16° con 45 punti) |
| 12                              | 10                                                        | 8                                  | 7                                             | 6                         |
| ------------------------------- | --------------------------------------------------------- | ---------------------------------- | --------------------------------------------- | ------------------------- |
| - Francia                       | - Montenegro                                              |                                    |                                               |                           |
| 5                               | 4                                                         | 3                                  | 2                                             | 1                         |
| - Polonia                       | - Cipro - Portogallo                                      | - Italia - Svezia                  | - Grecia                                      | - Paesi Bassi - Spagna    |
| Televoto (5° con 173 punti)     |                                                           |                                    |                                               |                           |
| 12                              | 10                                                        | 8                                  | 7                                             | 6                         |
| - Grecia - Montenegro           | - Resto del mondo - Croazia - Francia - Italia - Svizzera | - Germania - San Marino - Slovenia | - Azerbaigian - Belgio - Lussemburgo - Svezia | - Austria                 |
| 5                               | 4                                                         | 3                                  | 2                                             | 1                         |
| - Repubblica Ceca - Regno Unito | - Australia - Finlandia - Malta - Polonia - Serbia        | - Armenia - Georgia - Spagna       | - Portogallo                                  |                           |

#### Punti assegnati dall'Albania
| Punti | Televoto    |
| ----- | ----------- |
| 12    | Cipro       |
| 10    | Ucraina     |
| 8     | Estonia     |
| 7     | Paesi Bassi |
| 6     | Svezia      |
| 5     | Islanda     |
| 4     | San Marino  |
| 3     | Norvegia    |
| 2     | Polonia     |
| 1     | Slovenia    |

| Punti | Giuria      | Televoto    |
| ----- | ----------- | ----------- |
| 12    | Francia     | Grecia      |
| 10    | Spagna      | Italia      |
| 8     | Svizzera    | Lussemburgo |
| 7     | Austria     | Israele     |
| 6     | Grecia      | Austria     |
| 5     | Israele     | Estonia     |
| 4     | Svezia      | Germania    |
| 3     | Paesi Bassi | San Marino  |
| 2     | San Marino  | Svezia      |
| 1     | Portogallo  | Paesi Bassi |

#### Voti separati dei giurati
| Stato       | Giurato A | Giurato B | Giurato C | Giurato D | Giurato E | Posizione | Punti assegnati |
| ----------- | --------- | --------- | --------- | --------- | --------- | --------- | --------------- |
| Francia     | 9°        | 1°        | 3°        | 2°        | 20°       | 1°        | 12              |
| Spagna      | 5°        | 2°        | 5°        | 7°        | 4°        | 2°        | 10              |
| Svizzera    | 4°        | 6°        | 18°       | 1°        | 6°        | 3°        | 8               |
| Austria     | 1°        | 4°        | 4°        | 11°       | 14°       | 4°        | 7               |
| Grecia      | 3°        | 5°        | 9°        | 3°        | 9°        | 5°        | 6               |
| Israele     | 2°        | 3°        | 8°        | 8°        | 12°       | 6°        | 5               |
| Svezia      | 10°       | 12°       | 1°        | 13°       | 7°        | 7°        | 4               |
| Paesi Bassi | 8°        | 10°       | 7°        | 4°        | 10°       | 8°        | 3               |
| San Marino  | 12°       | 11°       | 17°       | 6°        | 3°        | 9°        | 2               |
| Portogallo  | 7°        | 18°       | 15°       | 14°       | 2°        | 10°       | 1               |
| Lettonia    | 20°       | 19°       | 14°       | 17°       | 1°        | 11°       | -               |
| Germania    | 22°       | 20°       | 2°        | 21°       | 8°        | 12°       | -               |
| Italia      | 13°       | 16°       | 10°       | 9°        | 5°        | 13°       | -               |
| Danimarca   | 15°       | 7°        | 6°        | 10°       | 19°       | 14°       | -               |
| Regno Unito | 21°       | 9°        | 12°       | 5°        | 17°       | 15°       | -               |
| Lussemburgo | 6°        | 8°        | 20°       | 22°       | 16°       | 16°       | -               |
| Armenia     | 17°       | 13°       | 11°       | 16°       | 22°       | 17°       | -               |
| Estonia     | 11°       | 14°       | 23°       | 18°       | 25°       | 18°       | -               |
| Ucraina     | 19°       | 21°       | 21°       | 12°       | 18°       | 19°       | -               |
| Norvegia    | 24°       | 15°       | 13°       | 20°       | 21°       | 20°       | -               |
| Finlandia   | 18°       | 24°       | 22°       | 24°       | 11°       | 21°       | -               |
| Islanda     | 23°       | 17°       | 19°       | 23°       | 13°       | 22°       | -               |
| Malta       | 25°       | 22°       | 16°       | 15°       | 23°       | 23°       | -               |
| Lituania    | 16°       | 25°       | 24°       | 25°       | 15°       | 24°       | -               |
| Polonia     | 14°       | 23°       | 25°       | 19°       | 24°       | 25°       | -               |